# Troupe de La Monnaie en 1792

## Composition de la troupe duThéâtre de la Monnaieen1792
L'année théâtrale commence le 9 avril 1792 et se termine le 16 février 1793.
| Acteurs et chanteurs     | Actrices et chanteuses  |
| ------------------------ | ----------------------- |
| Adam                     | Adam                    |
| Bélanger                 | Berthéas                |
| Bergamin                 | Bocquet                 |
| Borremans                | Brulo                   |
| Bursay                   | Bursay                  |
| Calais                   | Camille                 |
| Champmêlé                | Casar                   |
| Debatty                  | Duquesnoy               |
| Duquesnoy                | Erard                   |
| Dusauzin                 | Gherardy                |
| Gillis                   | Guilminot               |
| Grandval                 | La Tour                 |
| Guilminot                | Le Clerc                |
| Hésidor                  | Le Roy                  |
| La Rivière               | Mees                    |
| Manceau                  | Pierson                 |
| Maquaire                 | Saint-Vair              |
| Maréchal                 | Sonvau                  |
| Margery                  |                         |
| Massin                   |                         |
| Mees                     |                         |
| Pierson                  |                         |
| Saint-Vair               |                         |
| Vernet                   |                         |
| Virion                   |                         |
| Danseurs et figurants    | Danseuses et figurantes |
| Ledet, maître de ballet  | Mercier                 |
| André                    | Barbe                   |
| Calais fils              | Duquesnoy               |
| Devos                    | Marquet                 |
| Jouardin                 | Mesmaker aînée          |
| Michel                   | Mesmaker cadette        |
| Proft                    | Nanette                 |
| Ruelle                   | Pechon                  |
| Vanden Eynde             | Proft                   |
| Vanhemel aîné            | Sauvage                 |
| Vanhemel cadet           |                         |
| Orchestre                |                         |
| Paris, maître de musique | Pauwels                 |
| Baudewyns                | Poitiaux                |
| Bauwens                  | Roelants                |
| Beeckmans                | Schaffner (B.)          |
| Bultos (Jean)            | Schaffner (J.)          |
| Bultos (Joseph)          | Spaak                   |
| Claessens                | Spol                    |
| Conraet                  | Teniers 1               |
| Doudelet                 | Teniers 2               |
| Durand                   | Toussaint               |
| Fauquette                | Vandenbroeck            |
| Fontaine                 | Vanderplancke           |
| Goossens                 | Vanhamme (A.)           |
| Lafond                   | Vanhamme (G.)           |
| Laur                     | Waegeneer               |
| Moris (J.B.)             | Wirth                   |
| Moris (M.)               | Zeghers                 |

### Source
- Bruxelles, Archives générales du Royaume, Secrétairerie d'État et de Guerre, dossier 2133/1.